# Metriochroa symplocosella
Metriochroa symplocosella is een vlinder uit de familie van de mineermotten (Gracillariidae). De wetenschappelijke naam van de soort werd voor het eerst geldig gepubliceerd in 2013 door Kobayashi, Huang & Hirowatari.